# Forze armate del Kirghizistan
Le forze armate del Kirghizistan (in kirghiso Кыргыз Республикасынын Куралдуу Күчтөрү?, Kırgız Respublikasının Kuralduu Küçtörü) sono le forze armate del Kirghizistan.

## Storia

### Dopo l'Unione Sovietica
Le Forze Armate si costituirono il 29 maggio 1992 quando il Presidente della RSS Kirghisa Askar Akayev firmò un decreto che consolidava di fatto tutte le formazioni e le unità dell'Esercito Sovietico schierate nel territorio della nuova repubblica sotto la giurisdizione di Bishkek e non di Mosca. Fino al 1988, queste truppe facevano parte del Distretto Militare dell'Asia Centrale. Il 29 maggio è oggi celebrato come la Giornata delle Forze Armate. Nel 1993, il Comitato per la Difesa dello Stato è stato ribattezzato Ministero della Difesa sulla base del quartier generale del 17 ° Corpo d'Armata. Nel 1998, la 1ª brigata di fanteria "Koy Tash", la 2ª "Osh" e la 3ª "Balykchinsk" furono create sulla base dell'8ª Divisione Fucili Motorizzati. Nell'agosto 1999, nel Kirghizistan sudoccidentale si è verificato il conflitto di Batken, durante il quale i militanti del Movimento islamico dell'Uzbekistan (IMU) hanno effettuato incursioni nel territorio uzbeko e kirghiso dai loro campi in Tagikistan.

### Dal 2000 in poi
Nel 2006, l'Aeronautica militare e le Forze di Difesa aerea sono state unite per formare l'Aeronautica Kirghisa. Nello stesso anno la durata del servizio è stata ridotta da 18 a 12 mesi (1 anno). Nel febbraio 2014, lo stato maggiore delle forze armate è stato ampliato per avere il controllo completo sull'apparato militare, con il ministero della difesa che è diventato un comitato di difesa dello stato che svolge un ruolo più piccolo e più amministrativo. Nonostante questo accordo, molti ex funzionari militari erano a favore del ritorno dell'esercito alla sua precedente organizzazione, e questa disposizione non è stata molto apprezzata.
Dopo l'insediamento del presidente Sadyr Japarov all'inizio di febbraio 2021, il ministero della Difesa è stato ristabilito dopo una pausa di 7 anni. Dopo aver firmato la nuova Costituzione del Kirghizistan nel maggio 2021, il presidente Japarov ha chiesto una riforma dell'esercito, in particolare la necessità di "organizzare l'esercito secondo il principio di unità speciali, completamente addestrate e tecnologicamente attrezzate per condurre operazioni militari in condizioni montuose". Allo stesso tempo, ha anche chiesto la creazione di "guardie del popolo", che secondo lui forniranno prontezza alla mobilitazione tra la popolazione che vive nelle zone di confine.